# Spaniens Grand Prix 1973
Spaniens Grand Prix 1973 var det fjärde av 15 lopp ingående i formel 1-VM 1973.  

## Resultat
1. Emerson Fittipaldi, Lotus-Ford, 9 poäng
2. François Cévert, Tyrrell-Ford, 6
3. George Follmer, Shadow-Ford, 4
4. Peter Revson, McLaren-Ford, 3
5. Jean-Pierre Beltoise, BRM, 2
6. Denny Hulme, McLaren-Ford, 1
7. Mike Beuttler, Clarke-Mordaunt-Guthrie (March-Ford)
8. Henri Pescarolo, March-Ford
9. Clay Regazzoni, BRM
10. Wilson Fittipaldi, Brabham-Ford
11. Nanni Galli, Williams (Iso Marlboro-Ford)
12. Jacky Ickx, Ferrari

### Förare som bröt loppet
- Carlos Reutemann, Brabham-Ford (varv 66, bakaxel)
- Howden Ganley, Williams (Iso Marlboro-Ford) (63, bränslebrist)
- Ronnie Peterson, Lotus-Ford (56, växellåda)
- Jackie Stewart, Tyrrell-Ford (47, bromsar)
- Niki Lauda, BRM (28, däck)
- Graham Hill, Hill (Shadow-Ford) (27, bromsar)
- Mike Hailwood, Surtees-Ford (25, oljeläcka)
- Jackie Oliver, Shadow-Ford (23, motor)
- Andrea de Adamich, Brabham-Ford (17, hjul)
- Carlos Pace, Surtees-Ford (13, bakaxel)